# 羅伯托·彼諾提
羅伯托·彼諾提（義大利語：Roberto Pinotti，1944年9月12日—）是義大利記者、作家、社會學家、業餘天文學家和幽浮學家，私人團體「國家不明飛行物中心」（CUN）的創始人及現任秘書長。
1944年出生於威尼斯。1972年畢業於佛羅倫薩大學政治與社會學學位。1967年成立國家不明飛行物中心，擔任主席。1993年在聖馬力諾共和國組建國際UFO研討會（International UFO Symposium）。

## 紀念
小行星12470被命名為「彼諾提」以紀念他。